# Болехувко
Болехувко (пол. Bolechówko, нім. Hackweiler) — село в Польщі, у гміні Червонак Познанського повіту Великопольського воєводства.
Населення — 974 особи (2011).
У 1975-1998 роках село належало до Познанського воєводства.

## Демографія
Демографічна структура станом на 31 березня 2011 року:
|          | Загалом | Допрацездатний вік | Працездатний вік | Постпрацездатний вік |
| -------- | ------- | ------------------ | ---------------- | -------------------- |
| Чоловіки | 464     | 123                | 307              | 34                   |
| Жінки    | 510     | 126                | 307              | 77                   |
| Разом    | 974     | 249                | 614              | 111                  |